# Folu Erinle
Pour les articles homonymes, voir Erinle.
Folu Abiodan Erinle, né le 29 janvier 1940, est un athlète nigérian.

## Carrière
Folu Erinle est médaillé d'argent du 110 mètres haies aux Jeux de l'Amitié en 1963 à Dakar. Il dispute les Jeux olympiques d'été de 1964 à Tokyo puis est médaillé d'or du 110 mètres haies ainsi que médaillé d'argent du 4 x 100 mètres et médaillé de bronze du 100 mètres aux Jeux africains de 1965 à Brazzaville.